# Catostylus turgescens
Catostylus turgescens är en manetart som först beskrevs av Schulze 1911.  Catostylus turgescens ingår i släktet Catostylus och familjen Catostylidae. Inga underarter finns listade i Catalogue of Life.